# Slot Ahrensburg

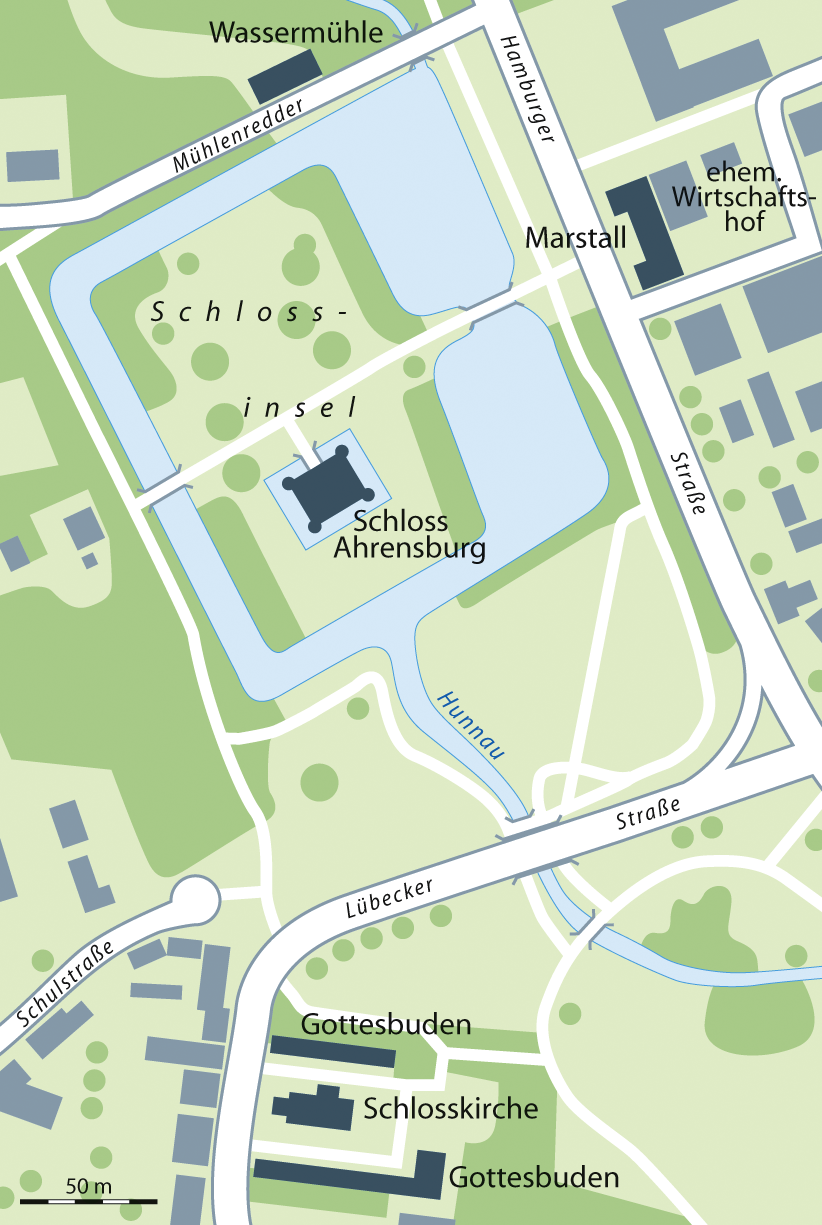
Kaart met de situering van Schloss Ahrensburg

Het Slot Ahrensburg (Duits: Schloss Ahrensburg) is een bouwwerk in Ahrensburg dat in het zuiden van de Duitse deelstaat Sleeswijk-Holstein ligt, ten noordoosten van de stad Hamburg. Het werd in de 16e eeuw gebouwd in de renaissancestijl, eerst als herenhuis dat het middelpunt van een adellijk goed was. Vanaf de 18e eeuw werd het als slot aangeduid. In 1759 geraakte het in bezit van de rijke, in Demmin geboren, later Deense, koopman Heinrich (von) Schimmelmann, die het gebouw in barok- en rococostijl liet verfraaien. Von Schimmelmann verwierf Deense adellijke titels, maar is ook een omstreden persoon, want hij handelde ook grootschalig in slaven. Slot Ahrensburg bleef tot 1932 in bezit van deze familie.

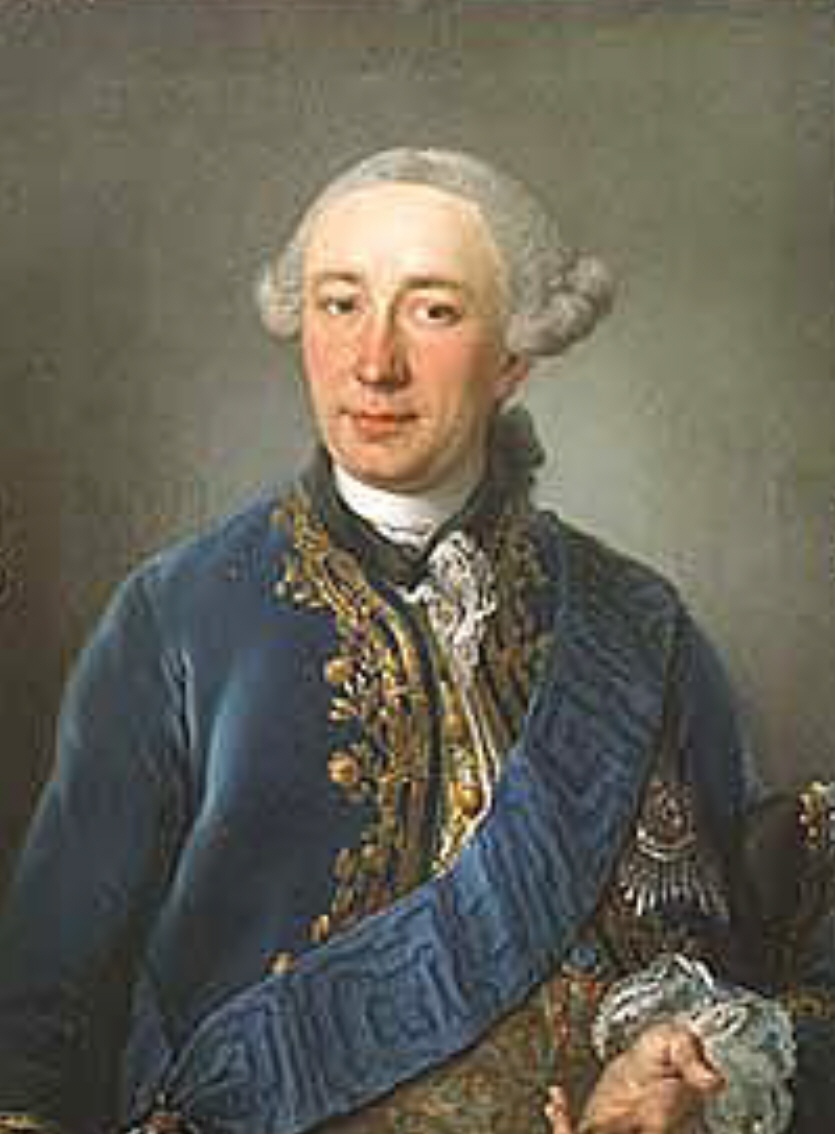
Portret Heinrich von Schimmelmann

Tot het terrein behoren een kapel met een inrichting voor invalide arbeiders die Gottesbuden heet, en een slotpark in Engelse stijl.
Het kasteel is grotendeels in gebruik als Museum der Adelskultur en kan dus bezichtigd worden. Ook kan men vertrekken in het kasteel huren voor bruiloften, kinderfeestjes, muziekuitvoeringen e.d. 